# Pravenec
Pravenec (em húngaro: Kispróna) é um município da Eslováquia, situado no distrito de Prievidza, na região de Trenčín. Tem 10,79 km² de área e sua população em 2018 foi estimada em 1.330 habitantes.

## Demografia
| Ano:        | 1994 | 2004   | 2014    | 2024   |
| ----------- | ---- | ------ | ------- | ------ |
| Broj ljudi: | 1211 | 1178   | 1327    | 1283   |
| Razlika:    |      | -2,72% | +12,64% | -3,31% |

| Ano:               | 2023 | 2024   |
| ------------------ | ---- | ------ |
| Número de pessoas: | 1295 | 1283   |
| Diferença:         |      | -0,92% |